# José Plácido Sansón
José Plácido Sansón Grandy (Santa Cruz de Tenerife, 4 de octubre de 1815 - Madrid, 26 de febrero de 1875) fue un poeta, dramaturgo, periodista y traductor español.

## Biografía
De madre italiana y padre de origen francés, fue seguramente el más importante autor dramático canario del siglo XIX. Desde pequeño leía ávidamente novelas y libros de historia. Estudió derecho en la Universidad de La Laguna y entre 1837 y 1838 publicó poemas de la recientemente fallecida María de las Mercedes Letona de Corral, de su amigo Ricardo Murphy y también suyos en el primer periódico no oficial editado en la provincia, El Atlante. En enero de 1839 su drama Elvira inaugura el Romanticismo en las Islas Afortunadas al estrenarse en el teatro «La Marina» de Santa Cruz. Sin embargo en las islas se encontraba asfixiado por el ambiente isleño y pensaba marchar a la Península; en el tercer tomo de sus Ensayos literarios decía:
Encerrado en una isla del Atlántico, lejos del gran mundo artístico europeo, sin maestros a quienes consultar, sin estímulo alguno, solo, reconcentrado en mi individuo, ni yo mismo sé cómo he podido continuar una carrera que, principiada en 1830, cuenta al presente de existencia doce años.
Aunque aún escribió en el semanario insular La Aurora (1847-1848) junto con José Desiré Dugour, marchó a Madrid en 1850, donde fue redactor y director de Las Novedades, periódico en que también colaboró su coterráneo Benito Pérez Galdós. Ocupó algunos puestos políticos: en 1869 desempeñó la Secretaria del Gobierno Civil de Madrid y en 1872 la de Ciudad Real. Fue amigo de los también canarios Nicolás Estévanez Murphy y Benigno Carballo Wangüemert (1826-1864); este último, profesor de Economía Política de la Escuela de Comercio y del Real Instituto Industrial de Madrid, le introdujo en el Espiritismo; en una sesión en Madrid (1851), Sansón invocó el alma de un querido compañero fallecido de tuberculosis, el poeta Ricardo Murphy y Meade (1814 -1840), cuyas Obras póstumas preparó para la imprenta en 1854 precedidas de una "Noticia biográfica". Carlos de Grandy incluyó algunos de sus poemas en Álbum de literatura isleña (Las Palmas, Imprenta La Verdad, 1857).
Sansón colaboró en obras enciclopédicas y cultivó, aparte de la poesía lírica, también la crítica literaria y el drama romántico; redactó en vida unos apuntes autobiográficos que permanecen inéditos. Como poeta evolucionó desde los postulados neoclásicos al Romanticismo; pero como fue gran amigo del famoso poeta José Selgas, su poesía intimista y hogareña le influyó notablemente, aunque también practicó los temas indigenistas.

## Obras

### Teatro
- Hernán Peraza (perdida).
- Elvira: Drama en tres actos Santa Cruz de Tenerife: [s.n.], 1839 (Imprenta del Atlante)
- María. Drama.
- Atreo. Tragedia.
- Tetrarca. Refundición de Pedro Calderón de la Barca.

### Ensayo
- Ensayos literarios. Santa Cruz de Tenerife: [s.n.], 1841 (Imprenta de la Amistad). Tres tomos. El primero y segundo de poesías, y el tercero de tragedias.
- Ensayo crítico de la obra de Doña María de las Mercedes Letona de Corral Santa Cruz de Tenerife: [s.n.] , 1838 (Imp. de El Atlanta)

### Lírica
- La situación; Poesías patrióticas (1844)
- La familia. Madrid: Juan Antonio Gómez , 1853; segunda edición. Madrid: [s.n.], 1864 (Impr. de M. Tellado).
- Flores del alma: lectura en verso para las escuelas. Madrid : [s.n.], 1871 (Imprenta del Colegio Nacional de Sordo-Mudos y de Ciegos)
- Ecos del Teide: poesías Madrid: [s.n.], 1871 (Imp. del Colegio Nacional de Sordo-Mudos y de Ciegos)

### Traducciones
- Las almas del purgatorio: novela / de Prosper Merimée; traducida por José Plácido Sansón Madrid: [s.n.], 1868 (Imprenta de Las Novedades, á cargo de A. Querol)
- Falkland novela de Edward Bulwer Lytton; traducida del inglés por José Plácido Sansón Madrid: [s.n.], 1868 (Imprenta de Las Novedades á cargo de A. Querol)

### Narrativa
- Herida en el corazón, 1872.